# Штруклі
Штруклі (словен. Štruklji) — традиційна словенська страва, що складається з тіста та різних видів начинки. Страва виготовляється у вигляді згорнутих кльоцок, які можна готувати на пару, варити або запікати, а також мати різноманітні начинки. Штруклі традиційно приготували для особливих випадків, але тепер це одна з найхарактерніших повсякденних страв у домогосподарствах по всій Словенії. Вони тісно пов'язаний із загорськими штруклями, традиційною хорватською стравою.

## Історія
Кажуть, що перші документи про приготування штруклі відносяться до 1589 року, коли шеф-кухар в маєтку в Граці записав рецепт приготування штруклі з начинкою з естрагону. Він став святковою стравою для міського середнього класу в 17 столітті, а через два століття поширився в сільських домогосподарствах.. У повсякденну кухню він увійшов на початку 20 століття.

## Інгредієнти та приготування
Найпоширенішими інгредієнтами для тіста є борошно, найчастіше пшеничне або гречане, змішане з яйцем, олією, теплою водою та сіллю. Потім їх змішують разом і розкачують тісто в тонкий пласт. Начинка може бути як солодкою, так і солоною; найпоширенішими начинками є яблуко, волоський горіх, мак, рикота або естрагон. Потім начинку викладають на лист тіста, а потім згортають тісто.
Крім того, штруклі можна приготувати, змішавши рикоту з вищевказаними інгредієнтами та замісивши тісто.
Штруклі можна готувати на пару, варити у воді, смажити або запікати. Штруклі часто подають або з м'ясом і соусом, або з соусом із сухарів.